# Zalmoxianizm

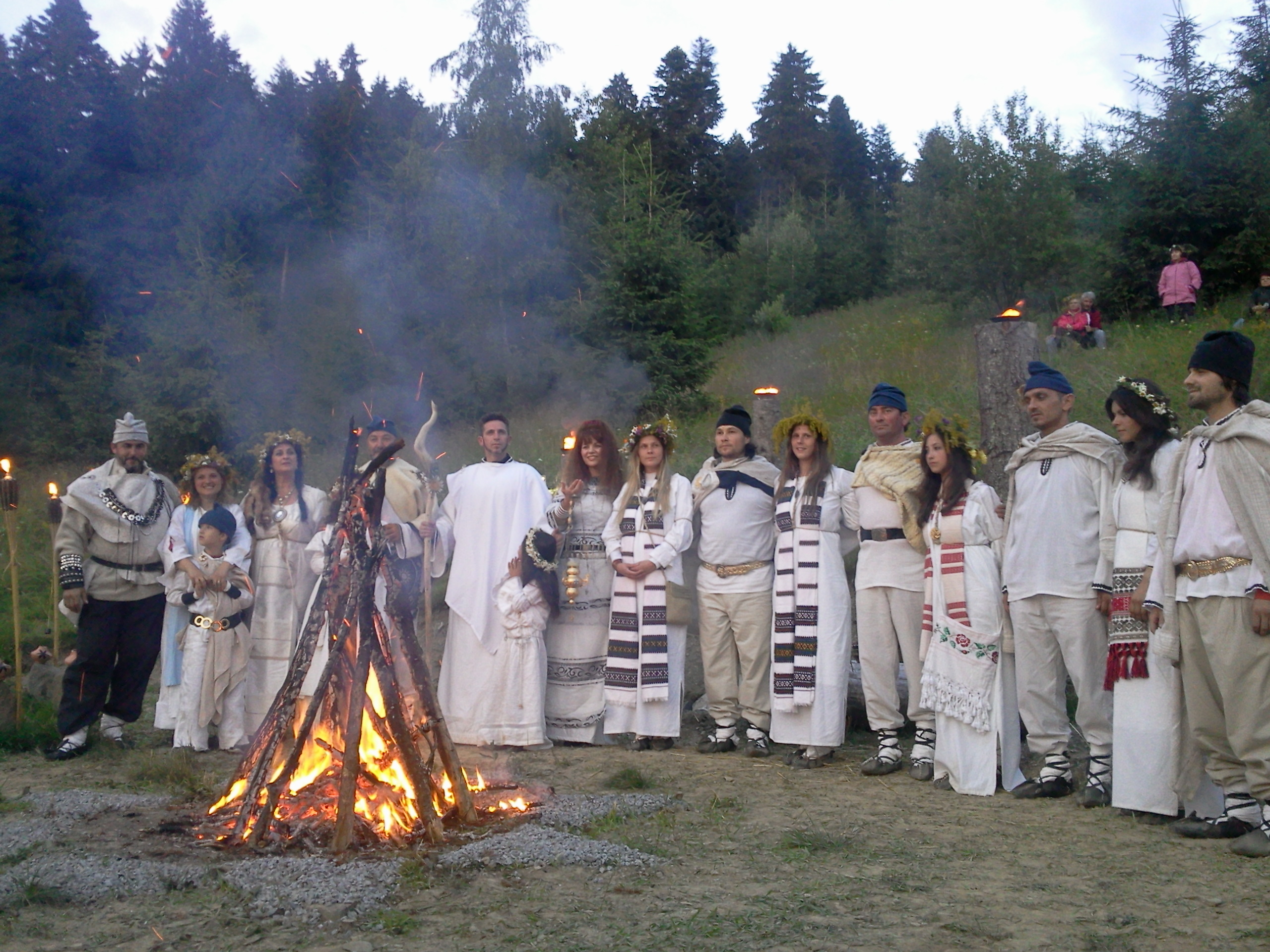
Współczesna ceremonia Świętego Ognia

Zalmoxianizm – neopogański ruch religijny w Rumunii. Wedle jego założeń współcześni Rumuni są bezpośrednimi potomkami praindoeuropejskich Pelazgów, którzy ze swej karpacko-bałkańskiej kolebki skolonizowali całą Eurazję, oraz późniejszych Daków-Getów. Dakowie mieli być twórcami pierwszej monoteistycznej religii – kultu Zalmoxisa, uznawanego za poprzednika Jezusa. Organizacją skupiającą zalmoxian jest stowarzyszenie "Gebeleizis". 

## Literatura
- László-Attila Hubbes: Romanian Ethno-Paganism: Discourses of Nationalistic Religion in Virtual Space. [w:] Native Faith and Neo-Pagan Movements in Central and Eastern Europe. Kaarina Aitamurto, Scott Simpson (red.). Acumen Publishing, Durham 2013, s. 213-229.